# Grb Romunije
Grb Romunije je romunski parlament sprejel 10. septembra 1992 kot reprezentativni grb Romunije. Temeljujočega na malem grbu Kraljevine Romunije (v uporabi med 1922 in 1947), ki ga je leta 1921 na željo kralja Ferdinanda I. oblikoval transilvansko-madžarski heraldik József Sebestyén iz Cluja, ga je oblikoval Victor Dima. Kot glavni motiv prikazuje zlatega orla s križem v kljunu ter buzdovanom (žezlom) in mečem v krempljih. Sestavljen je iz treh tinktur, rdeče, rumene/zlata in modre (+ bela/srebrna), ki so prisotne tudi na državni zastavi. Grbu je bil 11. julija 2016 dodana Jeklena krona Romunije.

## Zgodovina
Ideja o grbu Romunije sega v leto 1859, ko sta bili romunski deželi Vlaška in Moldavija združeni pod knezom Alexandrujem Ioanom Cuzo. Kot glavna simbola sta se tedaj uveljavila predvsem vlaški zlati orel in moldavski bik.
Do leta 1866 se je pojavilo več različic grba z različnim ozadjem in številčnostjo obeh simbolov. Ko je bil Karel I. leta 1866 izvoljen za romunskega kneza je bil grb kvadriran ščit z orlom v prvem in četrtem ter bikom v drugem in tretjem polju. Na sredini ščita je bil srčni ščit z grbom rodbine Hohenzollern. Po letu 1872 je grb vključeval tudi simbol južne Besarabije (po 1877 Dobrudže), dva delfina v četrtem polju, ter simbol Oltenije, zlatega leva v tretjem polju. Dodana je bila tudi Jeklena krona Romunije kot simbol suverenosti in neodvisnosti po romunski osamosvojitveni vojni.
Grb je ostal nespremenjen vse do leta 1921, ko je Romunija po koncu prve svetovne vojne dobila Transilvanijo. Grb Transilvanije je bil vstavljen v četrto polje z orlom namesto turulom. Tretje polje je od tedaj vsebovalo grb Banata z mostom Apolodorja Damaškega in zlatim levom, grb Dobrudže pa je bil prestavljen na razprto heraldično zaveso. Ščit je bil nameščen na prsa zlatem kronanem orlu, simbolu romunskega latinstva. Orel se je nahajal na modrem ščitu, kronan pa je bil z Jekleno krono. Grb je imel tri različice: mali grb, srednji grb (s ščitonosci in devizo) in veliki grb (srednji grb z rdečo hermelinasto ponjavo). Grb je oblikoval transilvansko-madžarski heraldik József Sebestyén Keöpeczi, ki ga je predlagal Alexandru Tzigara-Samurcaș.
Po letu 1948 je komunistično vodstvo spremenilo tako zastavo kot grb. Slednjega je zamenjal emblem, ki je ustrezal merilom komunistične heraldike; krajina (sončni vzhod, traktor ter naftni sfeder) obdana s klasjem žita, zvezanim s trakom v barvah državne zastave. Do leta 1989 so se zvrstile štiri različice emblema. Prva je doživel spremembo kmalu po letu 1948 (razglasitev republike), nato leta 1952 (dodana rdeča zvezda) in nazadnje leta 1965, ko je Romunija iz ljudske republike postala socialistična republika.
Nemudoma po revoluciji leta 1989 se je pojavila ideja po novem reprezentativnem grbu Romunije. Omembe vredno je tudi, da je bila simbol revolucije zastava z luknjo na mestu izreza komunističnega emblema.
Heraldična komisija, sestavljena prav za izdelavo novega grba, je delala intenzivno in parlamentu predložila dva končna modela, ki sta bila nazadnje združena. Končno različico, ki se je uporabljala do leta 2016, sta sprejela oba domova romunskega parlamenta na skupni seji 10. septembra 1992.
Aprila 2016 so poslanci pravosodnega odbora podprli predlog zakona, o katerem je predhodno glasoval senat, ki vrača krono na glavo orla in pooblašča javne organe, da zamenjajo obstoječe embleme in pečate s tistimi, ki jih določa zakon do 31. decembra 2018 (za obeležitev združitve Transilvanije z Romunijo 1. decembra 1918).
Poslanska zbornica je predlog zakona sprejela 8. junija 2016, predsednik Klaus Iohannis pa ga je razglasil 11. julija 2016.

## Opis
Ščit na orlovih prsih je razdeljen na pet polj, ki s tradicionalnimi simboli predstavljajo zgodovinske pokrajine Romunije:
- zlat orel – Vlaška (Țara Românească)
- Bik – Moldavija, Bukovina in Maramureș
- Delfina – primorje: Južna Besarabija/Budžak (1867 – 1878) in Dobrudža (po 1878)
- Črn orel za Crișano ter sedem gradov, sonce in luna za Transilvanijo
- Lev in Trajanov most – Oltenija, Banat in Timočka krajina

Grb Romunije kot osrednji motiv prikazuje zlatega orla s pravoslavnim križem v kljunu. Tradicionalno je bil ta orel prisoten na grbu Argeșa, Piteștov in Curtee de Argeș. Predstavlja gnezdo Besarabov, jedro okoli katerega je bila organizirana Vlaška.
11. julija 2016 je bila na grb dodana Jeklena krona kralja Karla, simbol kraljeve preteklosti in romunske veje rodbine Hohenzollern-Sigmaringen.
Orel kot simbol latinstva in prvorazredna heraldična ptica simbolizira pogum, odločnost, vzpenjanje proti višavam, moč ter veličastnost. Nahaja se tudi v grbu Transilvanije.
Modra barva ščita simbolizira nebo. Orel v krempljih drži buzdovan, ki predstavlja moldavskega vladarja Štefana Velikega ter meč, simbol Mihaela Hrabrega, ki je prvi združil romunske dežele. Na prsih ima orel četverjen ščit s simboli romunskih zgodovinskih dežel (Vlaške, Oltenije, Moldavije, Besarabije, Transilvanije, Banata, Crișane, Maramureșa) ter dva delfina, ki predstavljata romunsko obalo ob Črnem morju (Dobrudžo).
V prvem polju je prikazan grb Vlaške, orel s pravoslavnim križem v kljunu, ki je obdan z zlatim soncem in luno na modrem ozadju.
V drugem polju je prikazan tradicionalni grb Moldavije s črno bikovo glavo na rdečem polju, poleg katere se nahajajo vrtnica, zvezda ter mesec.
Tretje polje prikazuje tradicionalni grb Banata in Oltenije. Na rdečem polju se iz vode v dnu dviga zlat most z dvema lokoma, ki simbolizira Trajanov most čez Donavo. Na mostu stoji zlat lev z mečem v svoji desnici.
V četrtem polju je prikazan grb Transilvanije, Maramureșa in Crișane; Ščit na dve polji, modro in zlato, deli rdeč tram: v prvem polju je prikazan črn orel z zlatim kljunom, ki je ugreznjen v tram. Obdajataga zlato sonce in srebrn mesec, ki naj bi predstavljala Seklerje. V drugem polju je razvrščenih sedem gradov, ki naj bi simbolizirali Sase.
Zastopano je tudi ozemlje, ki meji na Črno morje (Dobrudža) in sicer z dvema zlatima delfinoma na modri razprti heraldični zavesi.

## Galerija
- Grb Vlaške
- Grb Moldavije
- Grb Transilvanije
- Grb Dobrudže
- Ena izmed mnogih ilustracij, ki se je neuradno uporabljala kot grb (1864  –  1866)
- Grb Kneževine Romunije (1867  –  1872)
- Grb Kneževine Romunije (1872  –  1881)
- Grb Kraljevine Romunije (1881  –  1922)
- Mali grb Kraljevine Romunije (1921  –  1947), uporabljen na uradnih žigih in pečatih
- Srednji grb Kraljevine Romunije (1921  –  1947), uporabljen v vojski in državnem vodstvu
- veliki grb po uradnem listu, št. 92 29 julija 1921. (1921 – 1947)
- Grb Romunske ljudske republike (januar –  marec 1948)
- Grb Romunske ljudske republike (marec 1948  –  1952)
- Grb Romunske ljudske republike (1952  –  1965)
- Grb Socialistične republike Romunije (1965  –  1989) ter Romunije (1989 – 1992)
- Grb Romunije (1992  –  2016)
- Grb Romunije od leta 2016 (do konca leta 2018 popolnoma nadomestil prejšnjo različico)